# 利皮夫卡 (基輔州)
50°30′25″N 29°48′35″E / 50.50694°N 29.80972°E

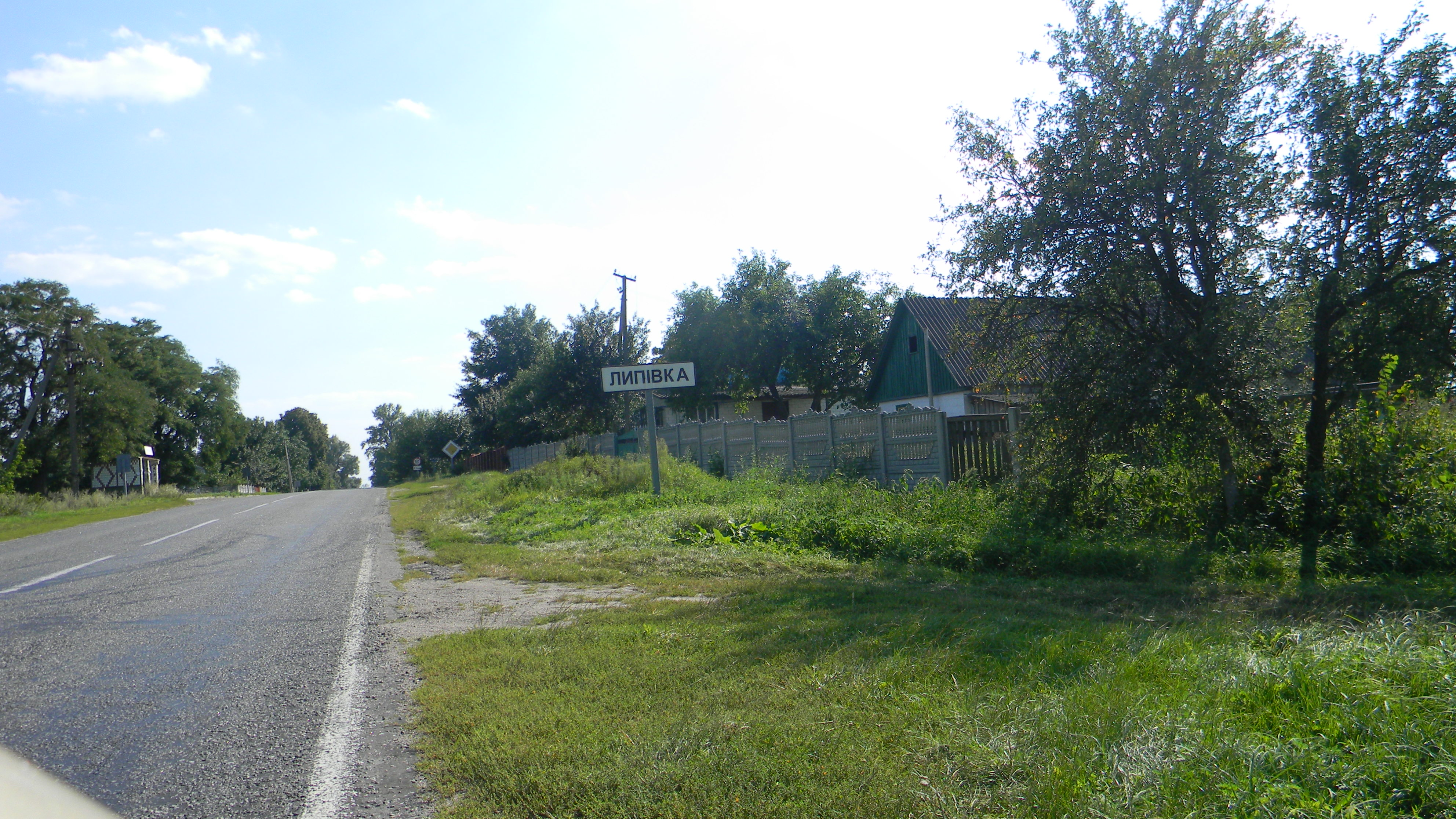

利皮夫卡（烏克蘭語：Липівка）是位於烏克蘭北部的村莊，由基辅州布恰区的馬卡里夫市鎮負責管轄。該村始建於1506年，面積0.4平方公里，海拔高度149米，2001年該村落人口1,163。